# 萨米原住民地区

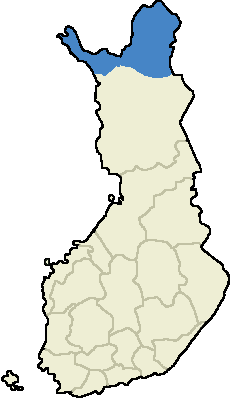
萨米原住民地区（蓝色）在芬兰地图上的位置

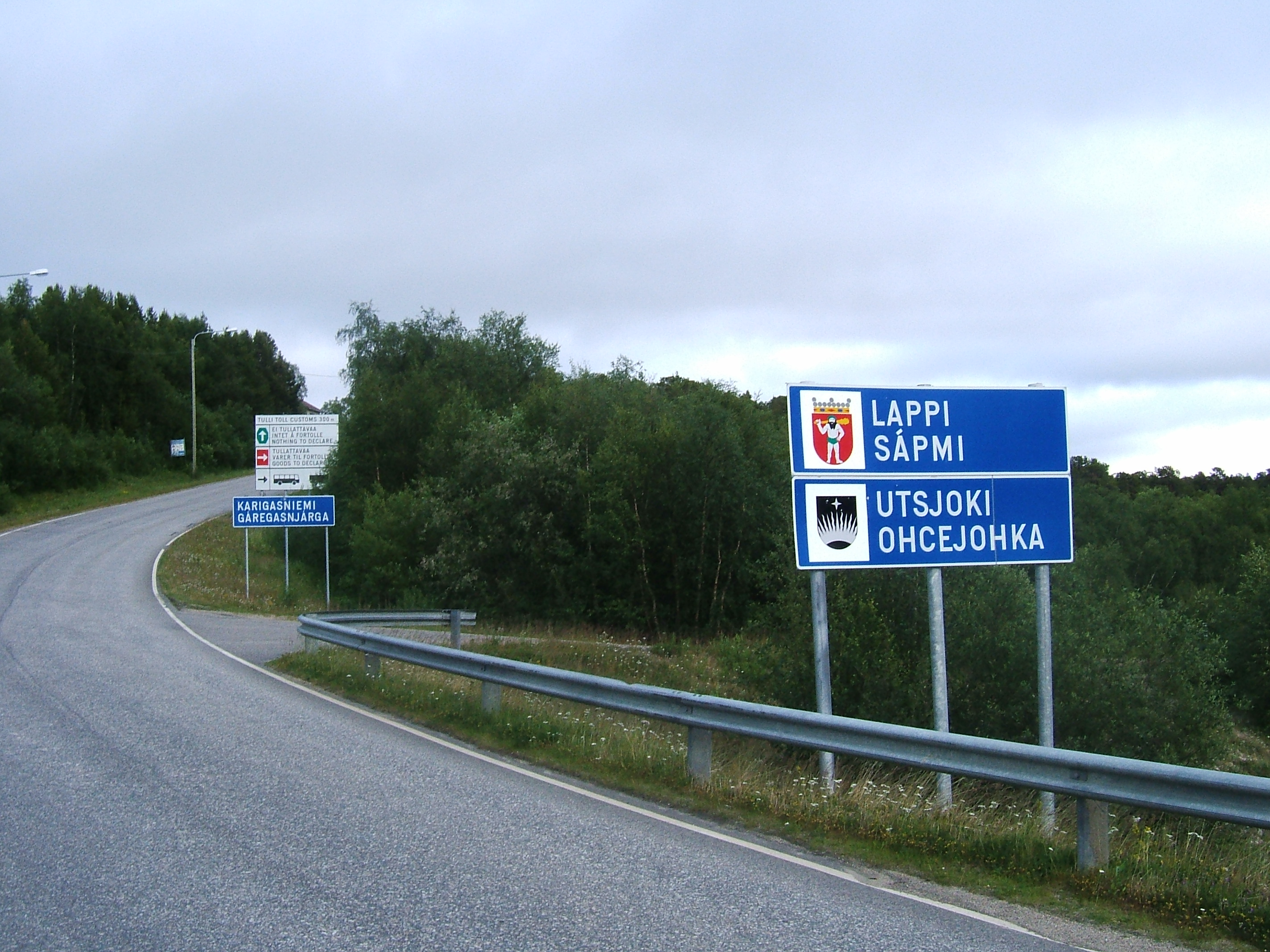
邊界路牌

萨米原住民地区位于芬兰拉普兰区的北部，是芬兰宪法中规定、并在关于萨米议会而制定的法律中详细确认的萨米人文化及语言自治地区。芬兰萨米人中有一半的人口居住在该地区。
萨米原住民地区包括埃农泰基厄、乌茨约基、伊纳里三市镇及索丹屈莱北部的拉普兰驯鹿放养合作社的区域。萨米原住民地区的大部分居民的母语为芬兰语。成立萨米原住民地区的目的是每四年举办一次只有萨米人才可以投票的萨米议会选举。
萨米人的数量在上述四个市镇的人口比率根据萨米人的定义而变化。芬兰人口登记中心把母语为萨米语的人士统计为萨米人。根据这种统计方法，萨米人在各市镇的人口比率为：
- 伊纳里： 5.7%
- 埃农泰基厄： 7.4%
- 乌茨约基： 46.7%
- 索丹屈莱： 1.4%

芬兰萨米议会则使用范围更广的统计方法：如果某人、或其父母或祖父母中至少有一人的第一语言是萨米语，并自认为萨米人的话，则其就是萨米人。萨米议会给出的官方数字为：
- 伊纳里： 30%
- 埃农泰基厄： 19%
- 乌茨约基： 70%
- 索丹屈莱： 4%